# Hans-Peter Tschudi
Hans-Peter Tschudi (Basilea, 22 ottobre 1913 – Basilea, 30 settembre 2002) è stato un politico svizzero che nelle file del Partito Socialista Svizzero è stato consigliere federale dal 1960 al 1973 e Presidente della Confederazione svizzera nel 1965 e 1970.

## Biografia

### Origini
Hans-Peter Tschudi è nato a Basilea nel 1913 come il primo di due figli dell'insegnante e consigliere del Partito Socialista Robert Tschudi. Viene da un'antica famiglia nobile di Glarona.

### Studi e carriera
- A Basilea frequentò il Ginnasio umanista e nel 1932 passò la maturità.
- Studiò giurisprudenza all'Università di Basilea e alla Sorbona a Parigi e divenne dottore di diritto nel 1936.
- Nel 1937 e sottoposto del capo dell'ufficio cantonale basilese del lavoro.
- Nel 1938 capo ispettore dell'arte e mestieri.
- Nel 1952 divenne professore in diritto del lavoro e delle assicurazioni sociali all'Università di Basilea.
- Dal 1944 al 1953, è deputato al Gran Consiglio basilese e in seguito eletto nel Consiglio degli Stati di Basilea-Città, come capo del dipartimento degli interni.
- Venne eletto nel Consiglio degli Stati nel 1956.
- Il 17 dicembre del 1959 è eletto consigliere federale al terzo scrutinio, come secondo rappresentante del Partito Socialista. I partiti borghesi lo avevano preferito al candidato ufficiale del partito socialista Walther Bringolf.

In questa veste diresse per quattordici anni il dipartimento federale degli interni.